# 宋晟墓
宋晟墓位于江苏省南京市雨花台区，为明初开国功臣、西宁侯宋晟的墓葬，墓室现已不存，仅余一座神道碑。
中华门外能仁里郎宅山西麓原为宋晟家族墓地，宋晟和父亲宋朝用安葬于此。玄孙宋愷为宋朝用立一座神道碑。宋晟儿子宋瑛为宋晟立一座神道碑。1930年代，朱偰探访时，宋氏父子墓仅存两座神道碑，其他神道石像生无存。1960年代左右，宋氏父子墓神道碑附近还是农田、茅舍。
1960年3月，在郎宅山西麓取土时，意外发现地下墓室。南京市文物保管委员会（今南京市博物馆）派出专人进行考古发掘。此处墓葬群，为南北向依次排列的三个土墩，土墩内有六座墓。根据出土墓志可知，中间土墩埋有宋朝用和夫人的两座墓葬，南面土墩埋有宋晟和夫人叶氏的两座墓葬，北面土墩埋有宋晟夫人丁氏和许氏的两座墓葬。考古发掘后，地下墓室未有保存。宋氏父子神道碑亦进行过迁移和修复。1961年，宋晟墓神道碑被迁移至雨花西路113号雨花中医院院内。1992年，以宋晟墓之名列入第一批南京市文物保护单位。